# 27827 Ukai
27827 Ukai este un asteroid din centura principală de asteroizi.

## Descriere
27827 Ukai este un asteroid din centura principală de asteroizi. A fost descoperit pe 9 decembrie 1993 la Nyukasa de Masanori Hirasawa și Shohei Suzuki. Asteroidul prezintă o orbită caracterizată de o semiaxă mare de 2,75 ua, o excentricitate de 0,11 și o înclinație de 7,0° în raport cu ecliptica.